# Klein-Brabant (België)
Klein-Brabant is een geografische streek in Vlaanderen die zich uitstrekt langs de Schelde en de Rupel in de stedendriehoek die wordt gevormd door Antwerpen, Brussel en Gent. Klein-Brabant is een substreek van Zandig Vlaanderen.

## Oorsprong
De benaming Klein-Brabant stond vroeger in brede, economische zin voor de streek aan de rand van Binnen-Vlaanderen, in het zuidwesten van de provincie Antwerpen, het noordwesten van Vlaams-Brabant en het oosten van Oost-Vlaanderen, meer bepaald het gebied tussen de Schelde te Baasrode en de Zenne; van de Rupel te Boom tot de lijn die Aalst en de Dender met Vilvoorde verbindt.
Die ruimere streek, gelegen tussen Dender, Schelde, Rupel, Zenne, ten noorden van de lijn Aalst-Vilvoorde, is een zeer vlak gebied dat volkskundig eerder de voortzetting van de Antwerpse Kempen is, waarvan echter de geografische kenmerken ten zeerste aan die van Binnen-Vlaanderen herinneren; ze bevat zeer veel klei en wordt daarom Klein-Brabant genoemd. De tuinbouw en de pluimveeteelt hebben er een grote vlucht genomen, dankzij de nabijheid van grote steden, die uitstekende afzetgebieden zijn.
Volgens de Winkler Prins Encyclopedie van Vlaanderen behoren, naast de huidige fusiegemeenten Bornem en Puurs-Sint-Amands, ook Leest, Blaasveld, Tisselt, Willebroek, Steenhuffel, Ramsdonk en Londerzeel tot Klein-Brabant.

## Heden
Nu worden vooral – en vaak uitsluitend – de gemeenten Bornem en Puurs-Sint-Amands bedoeld. Deze gemeenten hebben zich op toeristisch vlak gegroepeerd en vormen zo samen het werkgebied van de VVV Klein-Brabant-Scheldeland. Tot 1 januari 2023 hadden de twee gemeenten ook een gemeenschappelijke politiewerking die de passende naam Politiezone Klein-Brabant toebedeeld gekregen had.
De streek kreeg grote aandacht tijdens en na de uitzending van de één reeks Stille Waters, maar ook de jaarlijkse Dodentocht en de Schelde Internationale Muziekstroom-route dragen bij tot de uitstraling van de streek. Er verscheen in 2014 een gelijknamig fotoboek over de streek, waarin fotograaf Koen Liekens de regio met beelden en korte anekdotes omschrijft.